# Vejti
Vejti é um município da Hungria, situado no condado de Baranya. Tem 9,76 km² de área e sua população em 2019 foi estimada em 144 habitantes.